# Bambecque
Bambecque é uma comuna francesa na região administrativa de Altos da França, no departamento do Norte. Estende-se por uma área de 11.81 km². Em 2010 a comuna tinha 817 habitantes (densidade: 69,2 hab./km²).